# The Miracles
The Miracles – amerykańska grupa wokalna związana z gatunkami rytm and blues oraz soul. Powołana jako grupa towarzysząca Smokey Robinson kontynuowała występy po jego odejściu przez pierwszą połowę lat siedemdziesiątych. Grupa reaktywowała się w latach dziewięćdziesiątych jako The New Miracles.

## Skład
- Smokey Robinson – śpiew (tenor)
- Claudette Rogers – śpiew
- Bobby Rogers – śpiew (tenor)
- Emmerson Sonny „Rogers” – śpiew (tenor)
- Ronnie White – śpiew (baryton)
- Clarence Dawson – śpiew
- Billy Griffin – śpiew (tenor)

## Dyskografia
- 1973 Renaissance
- 1974 Do It Baby
- 1975 City of Angels
- 1975 Don’t Cha Love It
- 1976 The Power of Music
- 1977 The Miracles
- 1977 Love Crazy
- 1990 Love Maschine (jako The New Miracles)
- 2001 A Soulful Christmas
- 2001 Christmas with the Miracles
- 2002 Tears of a Clown